# جامعة كيل (المملكة المتحدة)
جامعة كيل هي جامعة عامة وبحثية في كيل في المملكة المتحدة. أصبحت جامعةً عبر امتياز ملكي في عام 1962.

## روابط خارجية
- الموقع الرسمي